# Jérémy Liénafa
Jérémy Liénafa né le 15 mai 1988 au Lamentin en Martinique, est un footballeur français, international martiniquais. Il évolue au poste de défenseur central avec le Golden Lion de Saint-Joseph en R1 Martinique et avec la sélection de la Martinique.

## Biographie

### Carrière internationale
Jérémy Liénafa dispute son premier match en sélection contre Sainte-Lucie le 26 août 2010, puis n'est plus rappelé avant 2016 et les éliminatoires de la Coupe caribéenne des nations 2017.